# Lan Kinh
Lan Kinh (giản thể: 兰京; phồn thể: 蘭京; bính âm: Lán Jīng, ? - 549), còn gọi là Lan Cố Thành (兰固成), người Ngụy, Trung Xương, nhân vật cuối thời Nam Bắc triều trong lịch sử Trung Quốc.

## Cuộc đời
Theo Bắc Tề thư, Lan Kinh là con trai của dũng tướng Lan Khâm nhà Lương, nhưng Lương thư lại chỉ đề cập đến 1 người con trai của Lan Khâm là Lan Hạ Lễ.
Không rõ Lan Kinh trở thành tù binh của Đông Ngụy khi nào. Ông bị phát phối đến phủ của quyền thần Cao Trừng (con trưởng của Cao Hoan) làm đầu bếp. Lan Kinh nhiều lần xin được chuộc thân, Cao Trừng không cho. Ông lại xin được về nhà, Cao Trừng mắng rằng: Ngươi còn lằng nhằng, ta đem ra giết chết! Lan Kinh ngầm cùng đồng đảng 6 người bày mưu chống lại. Ngay trước ngày ông ra tay, Hoàng môn thị lang Thôi Quý Thư ở ngoài cửa Bắc Cung ngâm thơ Bảo Chiếu: Tướng quân ký hạ thế, bộ khúc diệc hãn tồn.
Năm 549, Cao Trừng ở Nghiệp Thành sủng ái Lang Tà công chúa, không muốn bị quấy rầy, thường sai thị vệ ra ngoài. Ngày 8 tháng 8 năm ấy, Cao Trừng cùng Tán kỵ thường thị Trần Nguyên Khang, Lại bộ thượng thư thị trung Dương Âm, Hoàng môn thị lang Thôi Quý Thư ở Đông Bách đường bàn mưu thay ngôi nhà Đông Ngụy, Lan Kinh đưa thức ăn đến, Cao Trừng lệnh cho ông lui xuống, lại nói với mọi người: Đêm qua ta nằm mơ thấy tên nô lệ này dùng đao chặt ta, tức thì (ta) ở trên lưng ngựa nắm lấy hắn mà giết đi!
Lan Kinh nghe được câu đó, giấu một thanh đoản đao, quay lại vờ đưa thức ăn. Cao Trừng cả giận nói: Ta không gọi gì, ngươi lên đây làm chi? Lan Kinh rút đao ra đáp: Tao đến giết mày! Cao Trừng đang bị thương ở chân, vội trốn xuống dưới sàng. Bọn Thôi Quý Thư đều chạy trốn, chỉ có Trần Nguyên Khang liều mình ngăn cản, bị Lan Kinh đâm lòi ruột, ngã lăn ra mặt đất. Lan Kinh nhấc bàn lên, giết chết Cao Trừng. Khi ấy Cao Dương đang ở Song Đường tại phía đông thành, nghe tin vội đến, bắt Lan Kinh chém đầu.